# Mick Jones (fotbollsspelare)
Michael David "Mick" Jones, född 24 april 1945 i Worksop, England, är en före detta professionell fotbollsspelare som spelade i positionen som centerforward. Han började sin karriär i Sheffield United FC och gick därefter till Leeds United där han var en fruktad målgörare under lagets storhetsperiod mot slutet av 1960-talet och första hälften av 1970-talet. Med Leeds vann han bland annat två ligasegrar och en FA-cupfinal. Han spelade totalt 479 matcher och 184 mål, varav 368 ligamatcher och 140 ligamål, under en karriär som varade 13 år mellan 1962 och 1975.
Han spelade dessutom tre landskamper för England.

## Karriär

### Sheffield United
Jones uppmärksammades då han spelade ungdomsfotboll för  Dinnington Miners Welfare, varifrån han flyttade till Sheffield United som lärling 1962. Han spelade fotboll i Central League för lagets reservlag innan han debuterade i a-laget och ligan i 1–1-matchen mot Manchester United på Old Trafford 20 april 1963. Fyra dagar senare, samma dag han fyllde 18, gjorde han sina två första ligamål i 3–1 vinsten mot Manchester City på Maine Road. 1965 gjorde han landslagsdebut som centerforward för England mot Västtyskland.
Jones gjorde 63 mål på 149 matcher för Sheffield United och spelade två landskamper för England när han flyttade till Leeds United i september 1967 för £100 000, en övergång som fick Sheffield Uniteds manager, John Harris, att utbrista "detta kommer att bli det största misstag klubben någonsin gjort".

### Leeds United

#### 1968: Ligacup- och Mässcup-final
Leeds manager Don Revie lämnade över tröjan med nummer 9 på ryggen och sa till Jones att göra mål och sätta press på motståndarlagens försvarare. Jones kom att med självsäkerhet och auktoritet göra det han blev ombedd under de kommande sju åren i klubben. Leeds vann Ligacupen under hans första säsong (men utan Jones medverkan då han inte fick delta på grund av att han redan spelat för Sheffield United) och Mässcupen där Jones bidrog med två mål bland annat det enda och avgörande målet i finalen mot Ferencváros. Leeds vann första finalmatchen med 1-0 efter mål av Jones och returmatchen slutade mållös vilket gjorde att Leeds vann finalen.

#### 1969: Ligamästare
Säsongen därefter vann Leeds för första gången Ligan med Jones som etablerad målskytt på högsta nivå med 14 mål. Don Revie insåg att han behövde ytterligare förstärkning i anfallet och köpte i juli 1969 forwarden Allan Clarke från Leicester City för £165 000 och skapade därmed ett av Englands mest fruktade anfallspar.

#### 1970: Jakten på trippeln
Jones, den mer orädde av de två, gjorde ofta mål genom individuella genombrytningar baserat på mod, kraft och styrka, och tvekade aldrig att sticka in huvudet mellan sparkar och slag för att göra mål. Clarke var mer beroende av sin snabba placerings- och uppfattningsförmåga. De var ett effektivt radarpar då Leeds stormade fram mot en möjlig ”trippel" med ligatiteln, FA-cupen och  Europacupen för mästarlag. Everton blev dock för svåra i ligan och Celtic FC besegrade dem i semifinalen i Europacupen. I FA-cupfinalen 1970 mot Chelsea var Jones  i fokus då Leeds försökte bärga den sista möjliga trofén för säsongen.
På en sandig, dålig och svårspelad plan (på grund av en hästhoppningstävling på Wembley Stadium veckan innan)  var det fortfarande oavgjort  1–1 i finalen med mindre än tio minuter kvar att spela trots att Leeds haft ett konstant spelövertag. Leeds attackerade utefter högersidan genom John Giles som slog ett inlägg mot Clarke som placerade en hård boll förbi Chelseas målvakt Peter Bonetti. Bollen tog i stolpen, studsade ut förbi Leeds anfallare Peter Lorimer som följt bollbanan.  Jones, som gått ned djupt för att starta anfallet, kom nu springande, mötte returen och sköt med vänstern utom räckhåll för Bonetti och i mål. Målet var en logisk följd av Leeds spelövertag och då de hade varit det bättre laget förväntade de sig att detta var det avgörande målet vilket brukar vara fallet med mål som görs så sent i en cupfinal. Men Chelsea reste sig och kvitterade nästan omgående då Leeds tappade markeringen på en snabbt slagen frispark, det blev inga fler mål så matchen slutade oavgjord och därmed måste omspel tillgripas, en match som spelades på Old Trafford i Manchester. I omspelet tog Leeds återigen ledningen i första halvlek efter ett strålande förarbete av Clarke, som drev förbi flera Chelseaspelare på sin väg mot mål, passade slutligen bollen till Jones som sköt hårt med högern förbi Bonetti. Chelsea kom dock tillbaka och kvitterade för att sedan vinna matchen efter förlängning och varigenom Leeds avslutade säsongen utan någon trofé.

#### Mäss-cup och FA-cupmästare
En vinst för Arsenal i sista matchen gjorde att Leeds förpassades till andraplatsen och missade ligatiteln även året efter 1970/71, laget vann i varje fall Mässcupen den säsongen, men säsongen därefter 1971/72 nådde laget ytterligare inhemsk framgång med vissa personlig vedermöda för Jones. Leeds jagade återigen ligatiteln och gick samtidigt till final i FA-cupen och laget, som aldrig vunnit FA-cupen, ställdes i finalen mot titelförsvarande Arsenal som var favoriter att vinna. Leeds vann dock finalen med 1–0, och det var Jones som skapade vinstmålet för Clarke genom att ta sig ned till kortlinjen och slå ett inlägg snett inåt mot straffpunkten där Clarke mötte bollen med huvudet och placerade in bollen otagbart för målvakten.
Jones skadade sig i matchens absoluta slutminuter då han föll så olyckligt i kampen mot en försvarare att hans armbåge gick ur led. Jones kunde inte delta i lagkamraternas firande några minuter senare när slutsignalen gick, på grund av att han under svåra plågor fick behandling av klubbens sjukvårdare.
Han hade så svåra plågor att han måste hjälpas uppför trappan av lagkamraten Norman Hunter, sakta och försiktigt, flera minuter efter sina lagkamrater, för att ta emot sin vinnarmedalj. Jones, med armen i en mitella fick sin medalj men måste omedelbart lämna över den till Hunter då han måste använda sin enda friska hand för att hålla i räcket på väg ner. Väl nere på planen igen placerades han direkt på en bår och bars ut i omklädningsrummet för behandling, på vägen ut vinkade han mödosamt till publiken. 
Hunter hävdade efteråt att Jones frånvaro i den direkt avgörande ligamatchen mot Wolverhampton två dagar senare kostade Leeds mästerskapet. Seger eller oavgjort hade räckt för att Leeds skulle vinna ligan och därmed ”dubbeln” men Leeds förlorade matchen med 1–2 och ligatiteln gick därmed till Derby County.

#### Förlorade cupfinaler
Jones spelade i två finaler året därefter och båda förlorades av Leeds. Laget förlorade med 0–1 mot Sunderland i FA-cupfinalen 1973, en av de största överraskningarna i FA-cupens historia då Sunderland var ett lag från division 2. Jones är mest ihågkommen från matchen då han började fira ett ”mål” av Peter Lorimer trots att bollen aldrig passerade mållinjen på grund av en fenomenal och i det närmaste omöjlig räddning av Sunderlands målvakt Jimmy Montgomery. Leeds förlorade strax därefter finalen i Cupvinnarcupen mot AC Milan med samma siffror.

#### Ligamästare på nytt
I en häpnadsväckande inledning med 29 matcher i rad utan förlust under följande säsong, gjorde Jones 14 mål medan Leeds seglade mot ligatiteln, men han började ha problem med ett knä och tillbringade större delen av sommaruppehållet på behandlingsbordet.  Under inledningen av säsongen 1974/75 gick han igenom rehabilitering och började han spela reservlagsfotboll igen i början av 1975 men under konstant smärta. Med Joe Jordan i tröja nummer nio och som gjorde mål regelbundet fick Jones nöja sig med att vara en nedslagen åskådare utan att spela en enda match under säsongen, en säsong som kulminerades med att laget nådde finalen i Europacupen för mästarlag.  Han fick uppgivet titta på när Leeds förlorade Europacupfinalen i fotboll 1975 mot Bayern München och han pensionerade sig från fotbollen vid 30 års ålder på grund av sin knäskada. Hans karriär hos Leeds resulterade i 111 mål på 312 matcher. Allan Clarke, Jones anfallspartner, erkände att saknaden efter Jones var stor och att spelet för honom aldrig blev detsamma efter att Jones lämnat laget.

## Efter fotbollen
Jones flyttade tillbaka till Worksop efter pensioneringen och upplevde tuffa tider, men började sälja sportutrustning från marknadsstånd. Han öppnade så småningom en sportaffär på High Street i Maltby, South Yorkshire. Jones drev affären från 1982 tills den stängdes 1997, och han var alltid i affären som hade väldigt få andra anställda. Han jobbade också under en tid i pub-branschen.
Han deltog i tre landskamper för England.

## Match och mål statistik

### Klubblag
Detaljer och statistik runt Jones matcher och mål under karriären..
| Klubb statistik | Klubb statistik  | Klubb statistik  | Liga  | Liga | Cup    | Cup    | Ligacup | Ligacup | Öv cup         | Öv cup         | Europeisk cup | Europeisk cup | Europeisk cup | Europeisk cup | Europeisk cup | Europeisk cup | Totalt | Totalt |
| England         | England          | England          | Liga  | Liga | FA cup | FA cup | Ligacup | Ligacup | Charity Shield | Charity Shield | Europacupen   | Europacupen   | Cupvinnar     | Cupvinnar     | UEFA          | UEFA          | Totalt | Totalt |
| Säsong          | Klubb            | Liga             | Match | Mål  | Match  | Mål    | Match   | Mål     | Match          | Mål            | Match         | Mål           | Match         | Mål           | Match         | Mål           | Match  | Mål    |
| --------------- | ---------------- | ---------------- | ----- | ---- | ------ | ------ | ------- | ------- | -------------- | -------------- | ------------- | ------------- | ------------- | ------------- | ------------- | ------------- | ------ | ------ |
| 1962/63         | Sheffield United | Div 1            | 6     | 4    | 0      | 0      | 0       | 0       | -              | -              | -             | -             | -             | -             | -             | -             | 6      | 4      |
| 1963/64         | Sheffield United | Div 1            | 23    | 5    | 3      | 3      | 0       | 0       | -              | -              | -             | -             | -             | -             | -             | -             | 26     | 8      |
| 1964/65         | Sheffield United | Div 1            | 39    | 14   | 3      | 3      | 1       | 0       | -              | -              | -             | -             | -             | -             | -             | -             | 42     | 16     |
| 1965/66         | Sheffield United | Div 1            | 40    | 21   | 1      | 0      | 1       | 0       | -              | -              | -             | -             | -             | -             | -             | -             | 43     | 22     |
| 1966/67         | Sheffield United | Div 1            | 33    | 15   | 4      | 3      | 4       | 1       | -              | -              | -             | -             | -             | -             | -             | -             | 41     | 19     |
| 1967/68         | Sheffield United | Div 1            | 8     | 4    | 0      | 0      | 1       | 0       | -              | -              | -             | -             | -             | -             | -             | -             | 9      | 4      |
| Totalt          | Sheffield United | Sheffield United | 149   | 63   | 11     | 9      | 7       | 1       | -              | -              | -             | -             | -             | -             | -             | -             | 167    | 73     |
| 1967/68         | Leeds United     | Div 1            | 25    | 8    | 5      | 2      | 0       | 0       | -              | -              | -             | -             | -             | -             | 8             | 2             | 38     | 12     |
| 1968/69         | Leeds United     | Div 1            | 40    | 14   | 2      | 0      | 3       | 2       | -              | -              | -             | -             | -             | -             | 8             | 1             | 53     | 17     |
| 1969/70         | Leeds United     | Div 1            | 32    | 15   | 9      | 3      | 3       | 0       | 1              | 0              | 8             | 8             | -             | -             | -             | -             | 53     | 26     |
| 1970/71         | Leeds United     | Div 1            | 39    | 6    | 3      | 3      | 1       | 0       | -              | -              | -             | -             | -             | -             | 9             | 1             | 52     | 10     |
| 1971/72         | Leeds United     | Div 1            | 24    | 11   | 5      | 2      | 1       | 0       | -              | -              | -             | -             | -             | -             | 0             | 0             | 30     | 13     |
| 1972/73         | Leeds United     | Div 1            | 28    | 9    | 8      | 1      | 5       | 3       | -              | -              | -             | -             | 6             | 3             | -             | -             | 47     | 16     |
| 1973/74         | Leeds United     | Div 1            | 31    | 14   | 4      | 1      | 1       | 0       | -              | -              | -             | -             | -             | -             | 3             | 2             | 39     | 17     |
| 1974/75         | Leeds United     | Div 1            | 0     | 0    | 0      | 0      | 0       | 0       | 0              | 0              | -             | -             | -             | -             | -             | -             | 0      | 0      |
| Totalt          | Leeds United     | Leeds United     | 219   | 77   | 36     | 12     | 14      | 5       | 1              | 0              | 8             | 8             | 6             | 3             | 28            | 6             | 312    | 111    |
| Totalt          | Karriär Total    | Karriär Total    | 368   | 140  | 47     | 21     | 21      | 6       | 1              | 0              | 8             | 8             | 6             | 3             | 28            | 6             | 479    | 184    |

### Landskamper
Jones spelade följande landskamper för England:
| Säsong | Match                  | Resultat | Kommentar |
| ------ | ---------------------- | -------- | --------- |
| 1965   | Västtyskland - England | 0-1      |           |
| 1965   | Sverige - England      | 1-2      |           |
| 1970   | England - Holland      | 0-0      |           |

Han spelades också 9 matcher och gjorde 4 mål för England U23 

## Meriter
Under sin karriär med Leeds vann Jones nedanstående titlar och silvermedaljer (tvåa eller finalist).
| Mästerskap              | Klubb        | Antal titlar | Säsong/Årtal                                      |
| ----------------------- | ------------ | ------------ | ------------------------------------------------- |
| Ligamästare             | Leeds United | 2            | 1968/69, 1973/74 (tvåa 1969/70, 1970/71, 1971/72) |
| FA-cupmästare           | Leeds United | 1            | 1972 (finalist 1970, 1973)                        |
| Mässcup-mästare         | Leeds United | 2            | 1968, 1971                                        |
| Charity Shields-mästare | Leeds United | 1            | 1969                                              |
| Cupvinnarcupen          | Leeds United |              | (finalist 1973)                                   |